# Jean-Baptiste Haouisée de La Villeaucomte
Jean-Baptiste Laurent Marguerite Haouisée de La Villeaucomte est un homme politique français né le 6 avril 1772 à Plumaudan et mort le 6 janvier 1829 à Saint-Brieuc.

## Biographie
Propriétaire, il est adjoint au maire de Saint-Brieuc en 1816 puis maire. Il est député des Côtes-du-Nord de 1820 à 1824, siégeant à droite, dans la majorité soutenant les ministères de la Restauration. Il est nommé conseiller de préfecture en 1820.

## Sources
- « Jean-Baptiste Haouisée de La Villeaucomte », dans Adolphe Robert et Gaston Cougny, Dictionnaire des parlementaires français, Edgar Bourloton, 1889-1891 [détail de l’édition]